# Dingle (Liverpool)

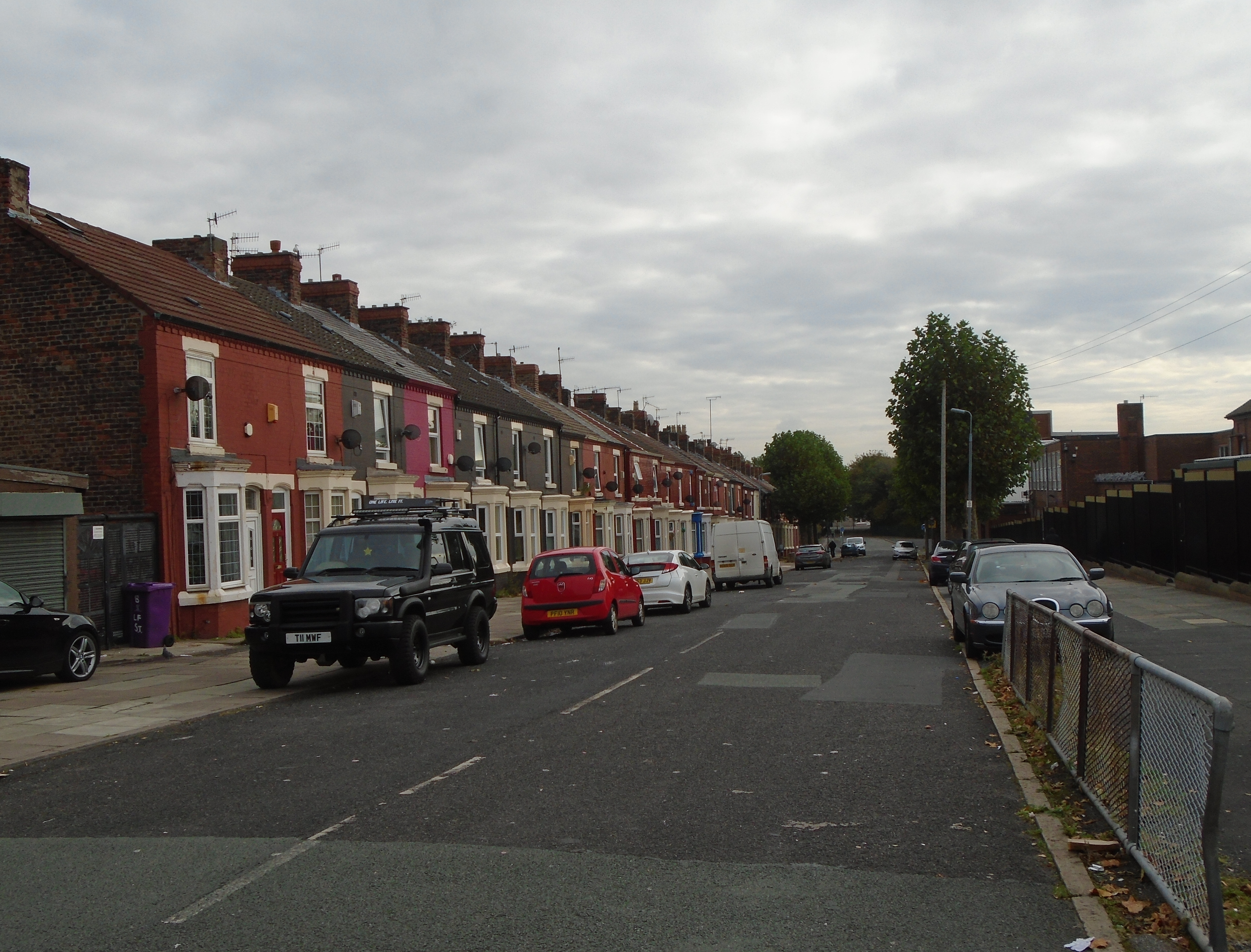

Dingle è un'area di Liverpool, Merseyside, in Inghilterra. Fa parte del sobborgo di Toxteth e Aigburth, nota anche come Liverpool 8. Dingle è stata a lungo associata a un'area della classe operaia. Il distretto di Dingle Toxteth si è classificato come il più basso in un sondaggio sulle condizioni di vita nel 2012.

## Ambiente da gang
Negli anni '50, Dingle era anche associata a una cultura delle gang sotto forma dei Teddy Boy. Anche la cultura delle gang è stata un problema negli ultimi tempi, anche durante un raid il 12 giugno 2014, in cui sono state arrestate 38 persone nelle bande rivali.